# Konstruktions- und Fertigungstechnischer Assistent
Technischer Assistent für Konstruktions- und Fertigungstechnik war bis 2012 ein Ausbildungsberuf in Deutschland im Berufsfeld des Metallbaus.
Die Ausbildung vermittelte maschinenbautechnische Inhalte wie zum Beispiel das Anfertigen von Detailkonstruktionen von Maschinensystemen, Maschinenbelegplänen und Berechnungen von Bearbeitungszeiten. Des Weiteren kannte der Konstruktions- und fertigungstechnische Assistent Folgendes:
- CNC-Programmerstellung
- Qualitätssicherung (mit Durchführung, Dokumentation und Auswertung der Werkstoffprüfung)
- Fertigungsvorbereitung
- Berechnungen in Bezug auf statische und dynamische Belastungen an Systemen

Die Ausbildung war schulisch und wurde durch 12 Wochen Praktikum sowie durch Lernaufgaben begleitet. Dazu zählte ein Grundpraktikum, in welchem gezielt mit Handwerkzeugen und Werkzeugmaschinen wie zum Beispiel Standbohrmaschinen, Sägen, Drehmaschinen und Fräsmaschinen gearbeitet wurde. Ausbildungsspezifische Unterrichtsfächer waren Maschinenbautechnik, Mathematik, Konstruktions- und Fertigungstechnik, Betriebswirtschaftslehre und Fachpraxis Metall.